# 山口静一
山口 静一（やまぐち せいいち、1931年5月5日 -　）は、美術史家、埼玉大学名誉教授。

## 経歴
1931年、東京生まれ。1954年東京大学文学部英文科を卒業。成城学園高校教諭、1965年、埼玉大学教養学部講師、1966年助教授、1973年教授。1997年に定年退官し、名誉教授となる。
日本フェノロサ学会会長、顧問。

## 著書
- 『フェノロサ 日本文化の宣揚に捧げた一生』三省堂（上・下） 1982
- 『20世紀を拓いた芸術家たち』金星堂 1988
- 『三井寺に眠るフェノロサとビゲロウの物語』宮帯出版社 2012
- 『真言僧丸山貫長　貫長文書、岡倉天心・堀至徳の記録をたどる』青垣出版 2022

### 編纂
- 『河鍋暁斎插絵（1）』編 暁斎記念館 1985
- 『河鍋暁斎戯画集』及川茂共編、岩波文庫 1988
- 『暁斎の戯画』及川茂共編著、東京書籍 1992

### 翻訳
- ジョサイア・コンダー『河鍋暁斎　本画と画稿』河鍋楠美編、暁斎記念館 1984
  - ジョサイア・コンドル『河鍋暁斎』岩波文庫 2006
- アーネスト・フェノロサ『フェノロサ美術論集』中央公論美術出版 1988、オンデマンド版2004
- オーレル・スタイン『砂に埋もれたホータンの廃墟』五代徹共訳 白水社 1999
- 『フェノロサ社会論集』思文閣出版 2000
- スーザン・ウィットフィールド『唐シルクロード十話』白水社 2001
- 『ベルツ 日本文化論集』若林操子編訳、及川茂・池上弘子・池上純一共訳 東海大学出版会　2001

## 論文
- Cinii

## 栄典
- 2010年4月 瑞宝中綬章受章[3]